# William Lipscomb
William Nunn Lipscomb Jr. (9. december 1919 - 14. april 2011) var en amerikansk uorganisk og organisk kemiker der arbejdede med NMR, teoretisk kemi, borkemi og biokemi. Han modtog nobelprisen i kemi i 1976 "for sine studier af strukturen af boraner der belyser problemer med kemiske bindinger."